# Charaxes imitans
Charaxes imitans är en fjärilsart som beskrevs av Van Someren 1967. Charaxes imitans ingår i släktet Charaxes och familjen praktfjärilar. Inga underarter finns listade i Catalogue of Life.